# برنهارد همر
برنهارد همر (الألمانية السويسرية الموحدة: Bernhard Hammer) هو قاضي ودبلوماسي وكاتب عدل ومحامي وسياسي سويسري، ولد في 3 مارس 1822 في أولتن في سويسرا، وتوفي في 6 أبريل 1907 في سولوتورن في سويسرا. نشط حزبياً في الحزب الديمقراطي الحر (سويسرا). وقد انتخب سفير وانتخب عضو المجلس الوطني السويسري وانتخب عضو المجلس الفيدرالي السويسري.